# Dwoberg/Ströhen
Dwoberg/Ströhen ist ein Stadtteil der kreisfreien Stadt Delmenhorst im Oldenburger Land in Niedersachsen. 2010 hatte der Ort 8.327 Einwohner.

## Geografie und Verkehrsanbindung

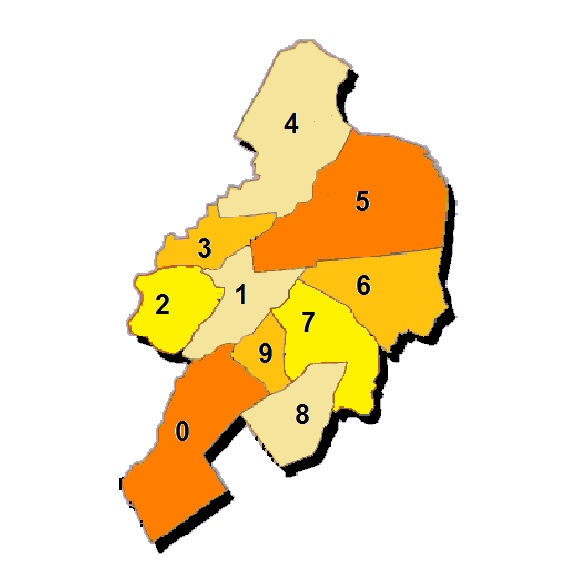
Stadtteile Delmenhorsts; 3 = Dwoberg/Ströhen

Der Stadtteil liegt am westlichen Stadtrand von Delmenhorst. Am nordöstlichen Rand des Ortes verläuft die Landesstraße L 867 und am südlichen Rand die L 887.

## Infrastruktur
- Kindertagesstätte Ströhen (Dwostraße 73 A)
- Grundschulen: Deichhorst, Parkschule sowie katholisch Marienschule und Wilhelm-Niermann-Schule
- Katholischer Friedhof Schanzenstraße